# Рональд Марк Еванс
Рональд Марк Еванс (англ. Ronald Mark "Ron" Evans; нар. 17 квітня 1949, Лос-Анджелес, США) — американський науковець, фахівець із гормонів. Член Національних Академії наук (1989) та Медичної академії (2003) США, а також Американського філософського товариства (2007), доктор філософії (1974), професор та директор лабораторії експресії генів Salk Institute for Biological Studies , дослідник Медичного Університету Говарда Гьюза. Праці переважно присвячені мікробіології та фізіології. Лауреат найпрестижніших премій. Здобув популярність як дослідник експресії генів і метаболізму .
Виріс у Лос-Анджелесі. У Каліфорнійському університеті в Лос-Анджелесі здобув ступінь бакалавра бактеріології (1970) та доктора філософії в галузі мікробіології та імунології (1974). Був постдоком Рокфеллерівського університету. У 1978 році зарахувався до Salk Institute for Biological Studies .
Член Американської академії мистецтв та наук (1997) та EMBO, фелло Академії Американської асоціації досліджень раку (2014).
Член редколегії Cell . Його індекс Гірша > 100.

## Нагороди та відзнаки
- Edwin B. Astwood Lecture Award (1993)
- Каліфорнійський науковець року (1994)
- Премія Діксона (1995)
- Fred Koch Award, Endocrine Society (1999)
- Bristol-Myers Squibb Award in Metabolic Research (перший відзначений, 2000)
- City of Medicine Award, Дюкський університет (2002)
- Премія фонду «March of Dimes» з біології розвитку (2003)
- General Motors Cancer Research Foundation Alfred P. Sloan Medal (2003)Премія Кейо[en] (2003)
- 2004 — Премія Альберта Ласкера за фундаментальні медичні дослідження
- 2005 — Гранд-медаль
- 2006 — Міжнародна премія Гайрднера[7][8]
- 2006 — Премія Гарві[9]
- 2006 — Clarivate Citation Laureate
- 2007 — Премія медичного центру ОлбаніEndocrine Regulation Prize[de]
- 2012 — Премія Вольфа з медицини[10]
- 2018 — Премія Луїзи Гросс Горвіц